# 8706 Takeyama
8706 Takeyama (1994 CM) là một tiểu hành tinh vành đai chính được phát hiện ngày 3 tháng 2 năm 1994 bởi T. Kobayashi ở Oizumi.